# Пену, Аурел
Аурел Пену (рум. Aurel Penu; 2 мая 1938, Хынчешты, Республика Молдова — 21 декабря 2021) — врач, ученый, изобретатель, писатель, художник. В течение 55 лет являлся заведующим Хынчештским диагностическим медицинским центром (Республика Молдова). Врач высшей категории по функциональной и ультразвуковой диагностике. Включён в список выдающихся личностей города Хынчешты и Республики Молдова.

## Биография

### Ранние годы и образование
Мать — Елизавета Степановна Делиу, учитель ликбеза, дошкольный воспитатель, имея прекрасный голос пела и в церковном хоре, отец — Иордан (Юра) Васильевич Пену, художник расписывал и церкви. По официальным данным родился в Хынчешты, Республики Молдова.
Окончил 10 классов Котовской молдавской средней школы № 1, 1955.
Тираспольское фельдшерско-акушерское училище, 1957.
Кишиневский Государственный Медицинский Институт, 1966.
Доктор медицинских наук (по румынской градации,Румыния, Яссы, 1992); доктор хабилитат медицинских наук (доктор м.н. по Российской градации) Республики Молдова, Кишинёв, 1995.

### Карьера
Заведующий здравпунктом Котовского строительного техникума, 1957.
Заведующий фельдшерско-акушерским пунктом села Бозиены Котовского района, 1958—1960.
В 1959 году стал республиканской школой передового опыта по обслуживания сельского населения.
Основатель первых в Молдавии и СССР отделений функциональной диагностики (1966), кабинета по приему и передачи электрокардиограмм по телефону на большие расстояния, 1977 и ультразвуковой диагностики, 1982 для обслуживания сельского населения, которая (неофициально) стала центром по исследования и консультации больных со всего СССР. На базе диагностического центра состоялся первый выездной Медицинский Совет под председательством заслуженного деятеля науки профессора К. А. Цыбырнэ по вопросу изобретательство и рационализации в медицине. Центр был республиканской школой передового опыта по вопросам организации службы диагностики населения, посещен сотнями делегациями республики, Союза СССР и зарубежных стран. Автор первых нормативных документов, медицинских рекомендации по организации служб функциональной и ультразвуковой диагностики в Республике Молдова и СССР.
Эксперт Высшей Аттестационной Комиссии Республики Молдова в течение 6 лет (прецедент в истории Молдовы, когда учёный с периферии избирается экспертом ВАК).
316 рациональных предложений и 43 изобретений по усовершенствованию медицинской техники и процесса диагностики.
Делегат 72 национальных и интернациональных научных конференций, симпозиумов, съездов и конгрессов, среди которых и IХ Всемирный Конгресс Кардиологов (Москва 1982 год).
Скончался 21 декабря 2021 года.

## Награды и премии
- Лауреат многих Национальных и Всесоюзных Выставок Достижения народного хозяйства, за внедрение в сельском здравоохранении самых передовых методов диагностики, рационализаторских предложений изобретений по усовершенствования, процесса диагностики и за публикацию научных работ.
- Награждён множественными Аттестатами национальных и союзных выставок, Почётными грамотами, Дипломами местного, республиканского и союзного значения, среди которых:
- Заслуженный рационализатор Республики Молдова, 1974 (первый среды врачей Молдавии)[2].
- Отличник здравоохранения СССР, 1978.
- Отличник изобретательства и рационализации Республики Молдова и СССР, 1978, 1980, 1981.
- С 1974 по 1987 занесен на республиканскую Доску почёта «Лучшие изобретатели и рационализаторы МССР».
- В 1987 Почётная грамота ЦК КПСС, Совета Министров СССР и ВЦСПС «За достижение наивысших результатов во Всесоюзном социалистическом соревновании».
- В 1981 и 1984 годы Почётными дипломами Президиума Центрального Правления Всесоюзного научного медико — технического общества за активное участие и личный вклад в развитие здравоохранения, медицинской науки и техники.
- Медаль «За доблестный труд», 1981.
- Орден Трудового Красного Знамени, 1981.[2]
- Почётный гражданин города Хынчешты, 2002.
- Человек Года, 2004.
- Обладатель приза «Большая мраморная сова», 2011 (как самому эрудированному и мудрому врачу, в честь «55 лет в медицине, 45 лет в диагностике»).
- Заслуженный гражданин города Хынчешты, Молдова, 2017.
- Почётный гражданин Хынчештского района Молдовы, 2018.
- Лауреат Национальной премии «за активную жизнь в любом возрасте», 2021.